# Saugus (Massachusetts)
Saugus ist eine Kleinstadt im Essex County des Bundesstaats Massachusetts in den Vereinigten Staaten. Das U.S. Census Bureau hat bei der Volkszählung 2020 eine Einwohnerzahl von 28.619 ermittelt. 
Saugus ist Teil der Metropolregion Greater Boston.

## Geografie
Die Stadt liegt direkt im Landesinneren an der Massachusetts Bay, getrennt vom Ozean durch den Stadtteil Point of Pines von Revere. Das südliche Ende der Stadt wird von Rumney Marsh dominiert, das entlang des Pines River, einem Nebenfluss des Saugus River, liegt. Der Saugus River fließt durch die Stadt und wird von mehreren Bächen gespeist. In der Stadt gibt es mehrere Teiche, darunter Teile von Birch Pond, Hawkes Pond und Walden Pond. Ein Teil des Lynn Woods Reservats und der größte Teil des Breakheart Reservats und des Rumney Marsh Reservats liegen innerhalb der Stadt.

## Geschichte
Saugus wurde erstmals 1629 besiedelt. Saugus ist ein Name der amerikanischen Ureinwohner (Algonkin) und soll "groß" oder "ausgedehnt" bedeuten. Im Jahr 1637 wurde das als Saugus bekannte Gebiet (das auch die heutigen Städte und Gemeinden Swampscott, Nahant, Lynn, Lynnfield, Reading und Wakefield umfasste) in Lin oder Lynn umbenannt, nach King’s Lynn in Norfolk, England.
Im Jahr 1646 nahm das Saugus Iron Works, damals Hammersmith genannt, seinen Betrieb auf. Es war das erste integrierte Eisenwerk in Nordamerika und eines der technologisch fortschrittlichsten der Welt. Die Eisenhütte produzierte mehr als eine Tonne Eisen pro Tag, war aber finanziell nicht erfolgreich. Sie wurde um 1670 geschlossen. Die Saugus Iron Works National Historic Site erinnert daran.
Das Gebiet von Lynn wurde ab 1814 mit der Abspaltung von Lynnfield verkleinert. Am 17. Februar 1815 wurde das heutige Saugus offiziell als Stadt gegründet. Die erste Stadtversammlung wurde am 13. März 1815 in der Pfarrkirche abgehalten. Zum Zeitpunkt der Gründung hatte Saugus 784 Einwohner. Die Hauptwirtschaftsform war die Landwirtschaft.

## Demografie
Laut einer Schätzung von 2019 leben in Saugus 28.361 Menschen. Die Bevölkerung teilt sich im selben Jahr auf in 90,7 % Weiße, 2,1 % Afroamerikaner, 0,3 % amerikanische Ureinwohner, 3,8 % Asiaten und 1,7 % mit zwei oder mehr Ethnizitäten. Hispanics oder Latinos aller Ethnien machten 8,6 % der Bevölkerung aus. Das mittlere Haushaltseinkommen lag bei 88.667 US-Dollar und die Armutsquote bei 9,8 %.

## Infrastruktur
Saugus liegt an dem U.S. Highway 1 und an der Bahnstrecke Everett–Saugus–West Lynn.

## Söhne und Töchter der Stadt
- Johnny Rae (1934–1993), Jazzschlagzeuger und Vibraphonist
- Sandra Whyte (* 1970), Eishockeyspielerin
- Jonathan Cheever (* 1985), Snowboarder
- Brandon McNally (* 1992), Eishockeyspieler